# Conde de São Lourenço
Conde de São Lourenço foi um título criado por D. Filipe III, por carta de 26 de Junho de 1640 a favor de Pedro da Silva e seus descendentes.
Usaram o título
1. Pedro da Silva, 1.º Conde de São Lourenço;
2. Madalena da Silva, 2.ª Condessa de São Lourenço (sue jure) e Martim Afonso de Melo, 2.º conde de São Lourenço (jure uxoris);
3. Luís de Melo da Silva, 3.º conde de São Lourenço;
4. Martim António Afonso de Melo, 4.º conde de São Lourenço;
5. Rodrigo de Melo da Silva, 5.º conde de São Lourenço;
6. Ana de Melo da Silva César de Meneses, 6.ª condessa de São Lourenço;
7. D. António Maria de Melo da Silva César de Meneses, 7.º conde de São Lourenço;
8. D. José António de Melo da Silva César de Meneses, 8.º conde de São Lourenço;
9. D. António José de Melo da Silva César de Meneses, 9.º conde de São Lourenço;
10. D. António Maria José de Melo da Silva César e Meneses, 10.º conde de São Lourenço;
11. D. António Maria Vasco de Melo Silva César e Meneses, 11.º conde de São Lourenço.

Após a implementação da República e o fim do sistema nobiliárquico, tornaram-se pretendentes ao título D. António Vasco de Melo César e Meneses; D. António Vasco José de Melo da Silva César de Meneses e, atualmente, D. António Vasco de Melo da Silva César de Menezes. São também pretendentes ao título os descendentes de D. Clotilde Gomes Martins de Mello, descendente dos 2ºs Condes de São Lourenço, que atualmente residem na Cidade do Porto.